# UFC 93
UFC 93: Franklin vs. Henderson（ユーエフシー・ナインティスリー：フランクリン・ヴァーサス・ヘンダーソン）は、アメリカ合衆国の総合格闘技団体「UFC」の大会の一つ。2009年1月17日、アイルランド・ダブリン県ダブリンのThe O2で開催された。

## 大会概要
アイルランドで開催された初めてのUFC興行であり、2008年12月にリニューアルオープンしたThe O2で開催された初めての格闘技興行にもなった。
キャリア10戦全勝のジョン・ハザウェイがUFCデビュー。

## 試合結果

### プレリミナリィカード
第1試合 ライト級 5分3R
○  デニス・シヴァー vs.  ネイト・モーア ×
3R 3:47 TKO（レフェリーストップ：バックスピンキック→パウンド）
第2試合 ウェルター級 5分3R
○  ジョン・ハザウェイ vs.  トム・イーガン ×
1R 4:36 TKO（レフェリーストップ：グラウンドの肘打ち）
第3試合 ライトヘビー級 5分3R
○  トマシュ・ドルヴァル vs.  イヴァン・セラティ ×
1R 2:02 KO（パウンド）
第4試合 ライトヘビー級 5分3R
○  エリック・シェイファー vs.  アントニオ・メンデス ×
1R 3:35 TKO（レフェリーストップ：マウントパンチ）
第5試合 ウェルター級 5分3R
○  マルティン・カンプマン vs.  アレッシャンドリ・バロス ×
2R 3:07 TKO（レフェリーストップ：バックマウントパンチ）

### メインカード
第6試合 ウェルター級 5分3R
○  マーカス・デイヴィス vs.  クリス・ライトル ×
3R終了 判定2-1（29-28、29-28、28-29）
第7試合 ミドル級 5分3R
○  アラン・ベルチャー vs.  デニス・カーン ×
2R 4:36 ギロチンチョーク
第8試合 ミドル級 5分3R
○  ホジマール・パリャーレス vs.  ジェレミー・ホーン ×
3R終了 判定3-0（30-27、30-27、30-27）
第9試合 ライトヘビー級 5分3R
○  マウリシオ・ショーグン vs.  マーク・コールマン ×
3R 4:36 TKO（レフェリーストップ：スタンドパンチ連打）
第10試合 ライトヘビー級 5分3R
○  ダン・ヘンダーソン vs.  リッチ・フランクリン ×
3R終了 判定2-1（29-28、29-28、27-30）

### 各賞
ファイト・オブ・ザ・ナイト： マーカス・デイヴィス vs. クリス・ライトル、マウリシオ・ショーグン vs. マーク・コールマン
ノックアウト・オブ・ザ・ナイト： デニス・シヴァー
サブミッション・オブ・ザ・ナイト： アラン・ベルチャー
各選手にはボーナスとして40,000ドルが支給された。